# La Voisin
Catherine Monvoisin, Catherine Montvoisin z domu Deshayes znana jako La Voisin lub Catherine Voisin (ur. ok. 1640 w Paryżu, zm. 2 lutego 1680 tamże) – francuska trucicielka i wróżbitka, organizatorka satanistycznych czarnych mszy.

## Życiorys

### Pochodzenie
Mieszkała w Paryżu i była żoną Antoine’a Montvoisina, który prowadząc wystawny styl życia nie podejmował się żadnej pracy zarobkowej, nakłaniając żonę - według słów La Voisin na procesie w 1680 - do parania się przestępczym procederem w celu zapewnienia im utrzymania. Około 1658 urodziła córkę Marguerite Monvoisin. Była ona zmuszana przez matkę do stosunkowo biernego uczestnictwa w czarnych mszach, lecz gdy zaszła w ciążę nie tylko uciekła przed matką w obawie przed tym, że Voisin zrobi mu krzywdę, ale i później zeznawała na jej procesie.
Początkowo pracowała jako akuszerka dokonująca aborcji - po jej śmierci odnaleziono pod jej domem 2 000 zwłok niemowląt. Dokonywała aborcji na pustym poddaszu nad pokojem, w którym prowadziła wróżbiarską działalność. Z kolei na niewielkim strychu znajdował się niewielki piec, w którym policjanci znaleźli wiele ludzkich kości. Później Voisin przyznała się im, że spaliła w piecu lub zakopała w ogródku zwłoki 2500 płodów albo przedwcześnie urodzonych niemowląt, a ich krew oraz popioły były używane przez nią do produkcji afrodyzjaków i znajdowały również użycie podczas odprawiania czarnych mszy.

Madame Voisin była osobą pobożną. Nowo narodzone dzieci były przed zabiciem chrzczone przez księdza, który także należał do owej grupy. Wszystkim, którzy nabywali u niej kawałki zwłok, radziła, aby często pościli i chodzili na mszę świętą. W czasie spotkań z klientami nosiła szkarłatny jedwabny płaszcz pokryty dwustoma dwugłowymi orłami ze złota. Ten, kto chciał skorzystać z jej usług, skazany był na długie czekanie w przedpokoju. Pomimo ordynarnej natury i odrażających manier traktowano ją jak wielką damę; była tak bogata, że stać ją na było, aby wesprzeć finansowo pewnego alchemika [Vanensa], który wynalazł nowe srebro. (...) miała do niego wyraźną słabość.

Oprócz tego zajmowała się wróżbiarstwem, chiromancją i chemią erotyczno-medyczną, wytwarzając z gorczycy i jaj raków afrodyzjaki takie jak proszek Wenus oraz "leki na wszelką okazję". To właśnie wtedy odkryła w sobie zdolności do wyrabiania trucizn. Równocześnie poszerzała wiedzę o arkanach czarnej magii u maga Adama Lesage’a (zm. po 1683) oraz śledziła postępki upadłego księdza katolickiego Etienne Guibourga (1610?-1686). Przyjaźń z Lesage’em sprawiła, że od 1669 figurowała w aktach policji. Był on skazany na galery za uprawianie czarnej magii, zaś po odbyciu wyroku zamieszkał razem z Voisin. Oprócz niego Voisin utrzymywała związki miłosne z paryskim katem, rektorem uniwersytetu i alchemikiem. Tym ostatnim był Louis de Vanens (1647-1691), który pod koniec lat 70. uczestniczył w spisku na życie Ludwika XIV.

### Działalność

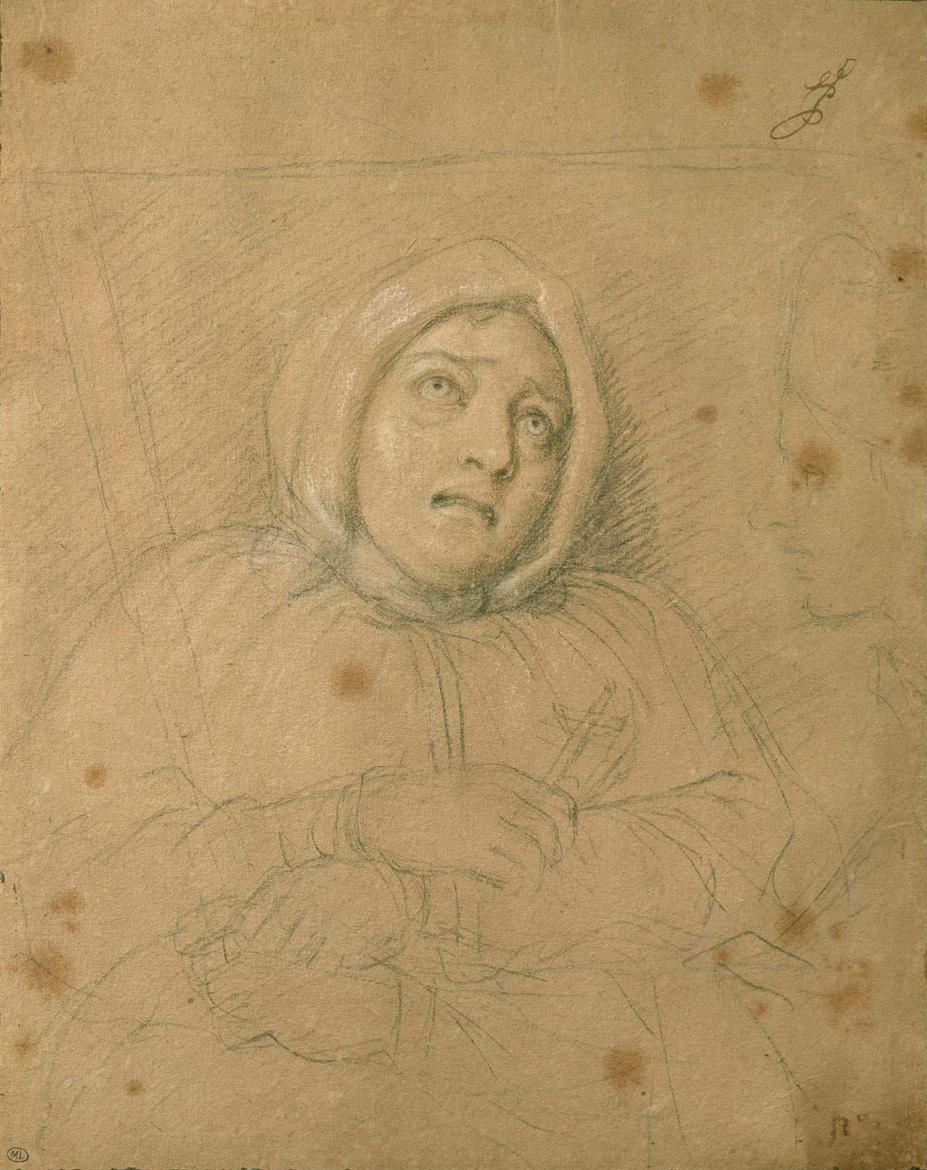
Madame de Brinvilliers

Trucicielską działalność prowadziła w latach 1676-1679. Wcześniej w 1676 została ścięta trucicielka Madame de Brinvilliers. La Voisin uczestniczyła w jej procesie i świadomie lub nie naśladowała jej modus operandi. La Voisin sprzedawała trucizny lub sama dokonywała otrucia na zlecenie, drastycznie podwyższając wówczas swoją płacę. Główne grono jej klientów stanowiła francuska szlachta i dworzanie, co zapewniło jej krociowe zyski. Dokonywane zabójstwa miały podłoże często erotyczno-towarzyskie, gdyż La Voisin zaopatrywała w trucizny dwórkę mordującą wszystkie kobiety stanowiące w jej mniemaniu przeszkodę dla niej w zdobyciu względów pewnego arystokraty, z kolei inna zleceniodawczyni - madame de Poulaillon - kupiła od niej koszulę nasączoną arszenikiem, by włożyć nią na swego męża, po którego śmierci mogła bez problemów romansować z dworzaninem La Riviere. Rywalizowała wówczas z innymi kobietami parającymi się czarną magią. Usiłowała je zadenuncjować, lecz życie uratowała im przyjaciółka markizy de Montespan.
Starannie zacierając wszelkie dowody, była przez długi czas wyjęta z kręgu podejrzanych, wśród których figurowali np. markiza de Montespan i Jean Baptiste Racine, przez co sprawę w końcu umorzono, a sama La Voisin mogła dzięki zarobionej fortunie zacząć życie w przepychu. Zarabiała 100 000 talarów rocznie, także dzięki pracy akuszerki dokonującej aborcji. Zamieszkała w pałacyku położonym w Ville-neuve-sur-Gravois między fortyfikacjami przedmieść Saint-Denis. Wybrała tę siedzibę nie tylko ze względu na luksusowość i prestiż, ale i położenie w odludnym miejscu, co sprzyjało zawieraniu dyskretnych układów. Oprócz przestępczego procederu uprawiała również działalność towarzyską, organizując huczne przyjęcia dla arystokracji.
La Voisin rozpuszczała prawdziwe pogłoski o swych romansach z dwoma paryskimi katami, którzy zaopatrywali ją w takie komponenty chemiczne, jak ludzki tłuszcz, krew i trzewia. Potrzebowała ich do produkowania trucizn, czarnych świec etc. Już wówczas wymykanie się sprawiedliwości przychodziło jej z trudem, przez co wiele razy przebywała w więzieniu. Poznała tam skazańca Godina de Sainte-Croixa, który stał się jej wybitnym uczniem i adeptem w metodach trucicielstwa, a następnie wtajemniczył w nie swoją partnerkę życiową. Poza tym oddawała się miłosnym przygodom ze znajomymi katami, z których jeden stał się jej najbliższym partnerem życiowym, co nie przeszkodziło mu w 1680 dokonać osobiście jej egzekucji.

### Czarne msze

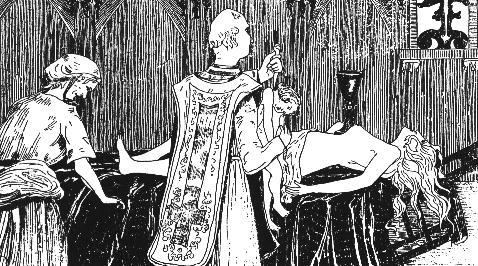
Ksiądz Etienne Guibourg podczas seansu z markizą de Montespan.

Popularność wśród siedemnastowiecznych elit Francji zyskała również jako organizatorka seansów zwanych czarnymi mszami. Miały one miejsce w jej pałacyku przy pomocy samego księdza Etienne’a Guibourga. Występowała na nich nago, mając tylko maskę na twarzy. Na czarne msze o satanistycznym charakterze tłumnie przybywały francuskie arystokratki, a podczas jednego z seansów markiza de Montespan zjawiła się we własnej osobie, by złożyć krwawą ofiarę, mordując własne kilkumiesięczne dziecko poprzez poderżnięcie gardła. Miało to na celu uczynienie żony króla Ludwika XIV bezpłodną w celu porzucenia jej, markiza była bowiem faworytką monarchy. Pierwsza taka czarna msza miała miejsce w 1676.
Konieczność składania w ofierze dzieci podczas czarnych mszy popychały La Voisin nie tylko do kupowania nieślubnych i odtrąconych niemowląt, ale i nawet do porywania ich z paryskich ulic.

### Kres życia
W marcu 1679 Voisin została aresztowana i postawiona przed sądem. Obciążały ją zeznania córki Marguerite oraz Etienne Guibourga, który utrzymywał, że nie zabijał on dzieci, gdyż według jego słów to Voisin miała tego dokonywać, w trakcie ceremonii podawała mu bowiem martwe dzieci. Jej proces trwał do 1682, mimo to stracono ją już w jego trakcie, tzn. w 1680. Spośród podejrzanych 442 osób 367 aresztowano, a 37 skazano na śmierć, łącznie z samą La Voisin.
Sprawa trucicielki miała skomplikowany charakter, gdyż francuska szlachta obawiała się jej zeznań, które mogły pogrążyć osoby o wysokim statusie społecznym, toteż torturowano ją, aby nie składała zeznań, chociaż wcześniej robiono to w celu zmuszenia jej do mówienia. Według Marguerite Monvoisin matka wyznała jej, że za 100 000 talarów miała zabić króla Ludwika XIV na zlecenie markizy de Montespan. Zamach Voisin, która chciała to zrobić dostarczając królowi list z pismem pokrytym trucizną, możliwą do przeniknięcia przez skórę, nie powiódł się, podobnie jak następny, tym razem wymierzony przeciwko jednej z jego kochanek. Tę drugą próbę zabójstwa Voisin zleciła już w więzieniu trucicielce nazwiskiem Françoise Filastre (1645-1680), która została również skazana na śmierć i spalona na stosie. Zeznania Voisin budziły również wiele wątpliwości u ówczesnego komisarza policji.
Chociaż Voisin była bliską współpracownicą markizy de Montespan (przygotowywała m.in. miłosny środek o silniejszym działaniu, by mogła wracać do łask Ludwika XIV), to markiza nie została osądzona w procesie, mimo wytknięcia jej udziału w licznych zbrodniach Voisin.

## W kulturze
La Voisin pojawiła się w filmie Angelika i król. W rolę tę wcieliła się Joëlle Bernard.